# Wuxiang (köpinghuvudort i Kina, Zhejiang Sheng, lat 29,85, long 121,69)
Wuxiang (kinesiska: 五乡, 五乡镇) är en köpinghuvudort i Kina. Den ligger i provinsen Zhejiang, i den östra delen av landet, omkring 150 kilometer öster om provinshuvudstaden Hangzhou. Antalet invånare är 45 354. Befolkningen består av 21 801 kvinnor och 23 553 män. Barn under 15 år utgör 10,0 %, vuxna 15-64 år 80 %, och äldre över 65 år 8,0 %.
Runt Wuxiang är det tätbefolkat, med 591 invånare per kvadratkilometer. Närmaste större samhälle är Ningbo, 13,7 km väster om Wuxiang. I omgivningarna runt Wuxiang växer i huvudsak blandskog.
Genomsnittlig årsnederbörd är 1 981 millimeter. Den regnigaste månaden är juni, med i genomsnitt 355 mm nederbörd, och den torraste är januari, med 68 mm nederbörd.